# حوش نصري
حوش نصري بلدة في ناحية مركز دوما في منطقة دوما في محافظة ريف دمشق. بلغ عدد سكانها 2459 نسمة عام 2004.
تقع بين ناحيتي عدرا والنشابية، وترتفع 620 م عن سطح البحر. تحيط بها القرى والبلدات التالية: حوش الفارة - الشفونية - حوش الضواهرة - ميدعا.